# Cellinijeva solnica
Cellinijeva solnica(na Dunaju imenovana Saliera) je delno emajlirana zlata namizna skulptura Benvenuta Cellinija. Končana je bila leta 1543 za Franca I. po modelih, ki so bili pripravljeni mnogo let prej za kardinala Ippolita d'Esteja.
Solnica je edino ohranjeno delo iz plemenite kovine, ki ga je mogoče zanesljivo pripisati Celliniju. Nastala je v manierističnem slogu pozne renesanse in alegorično prikazuje Terra e Mare (Kopno in morje). V Cellinijevem opisu je morje predstavljala moška figura, ki je ležala poleg ladje za držanje soli; zemljo je »oblikoval kot žensko« in blizu nje postavil tempelj, ki je služil kot posoda za poper. Solnica je izdelana iz slonovine, valjanega zlata in steklastega emajla. Zlato ni ulito v kalup, temveč ročno vkovano v svojo občutljivo obliko. Visoka je približno 26 cm. Osnova je široka približno 33,5 cm in ima ležaje za valjanje.
Habsburžani so jo pridobili kot darilo Karla IX. tirolskemu nadvojvodi Ferdinandu II., ki je bil Karlov pooblaščenec na njegovi poroki z Elizabeto Avstrijsko. Prvotno je bila del habsburške umetniške zbirke na gradu Ambras, vendar je bila v 19. stoletju prenesena v Umetnostnozgodovinski muzej na Dunaju.

## Kraja in odkritje
11. maja 2003 so iz Umetnostnozgodovinskega muzeja ukradli Solnico, ki je bila takrat zaradi rekonstrukcijskih del prekrita z gradbenimi odri. Tat je sprožil alarme, vendar so bili ti prezrti kot lažni in kraja je ostala neodkrita do 8.20 zjutraj. Muzej je ponudil nagrado v višini 1.000.000 € za najdbo. Solnica je bila najdena 21. januarja 2006, zakopana v svinčeni škatli v gozdu blizu mesta Zwettl v Avstriji, približno 90 km severno od Dunaja. Tat, Robert Mang, se je predal, potem ko je policija objavila fotografije nadzornih kamer osumljenca, ki so jih kasneje prepoznali znanci.
Skulptura je zavarovana za približno 60 milijonov dolarjev (približno 68,3 milijona dolarjev (v ameriških dolarjih za leto 2012, prilagojenih CPI)) s strani Uniqa Insurance Group, avstrijske zavarovalnice.